# Septigordius
Septigordius es un género de foraminífero bentónico de la subfamilia Hemigordiopsinae, de la familia Hemigordiopsidae, de la superfamilia Cornuspiroidea, del suborden Miliolina y del orden Miliolida. Su especie tipo es Baisalina turgida. Su rango cronoestratigráfico abarcaba desde el Kunguriense (Pérmico inferior) hasta el Changhsingiense (Pérmico superior).

## Discusión
Clasificaciones más recientes incluyen Septigordius la subfamilia Hemigordiinae de la Familia Hemigordiidae.

## Clasificación
Septigordius incluye a las siguientes especies:
- Septigordius consueta †
- Septigordius flangensis †
- Septigordius orbicula †
- Septigordius pressula †
- Septigordius turgidus †